# Effectenbeurs van Helsinki

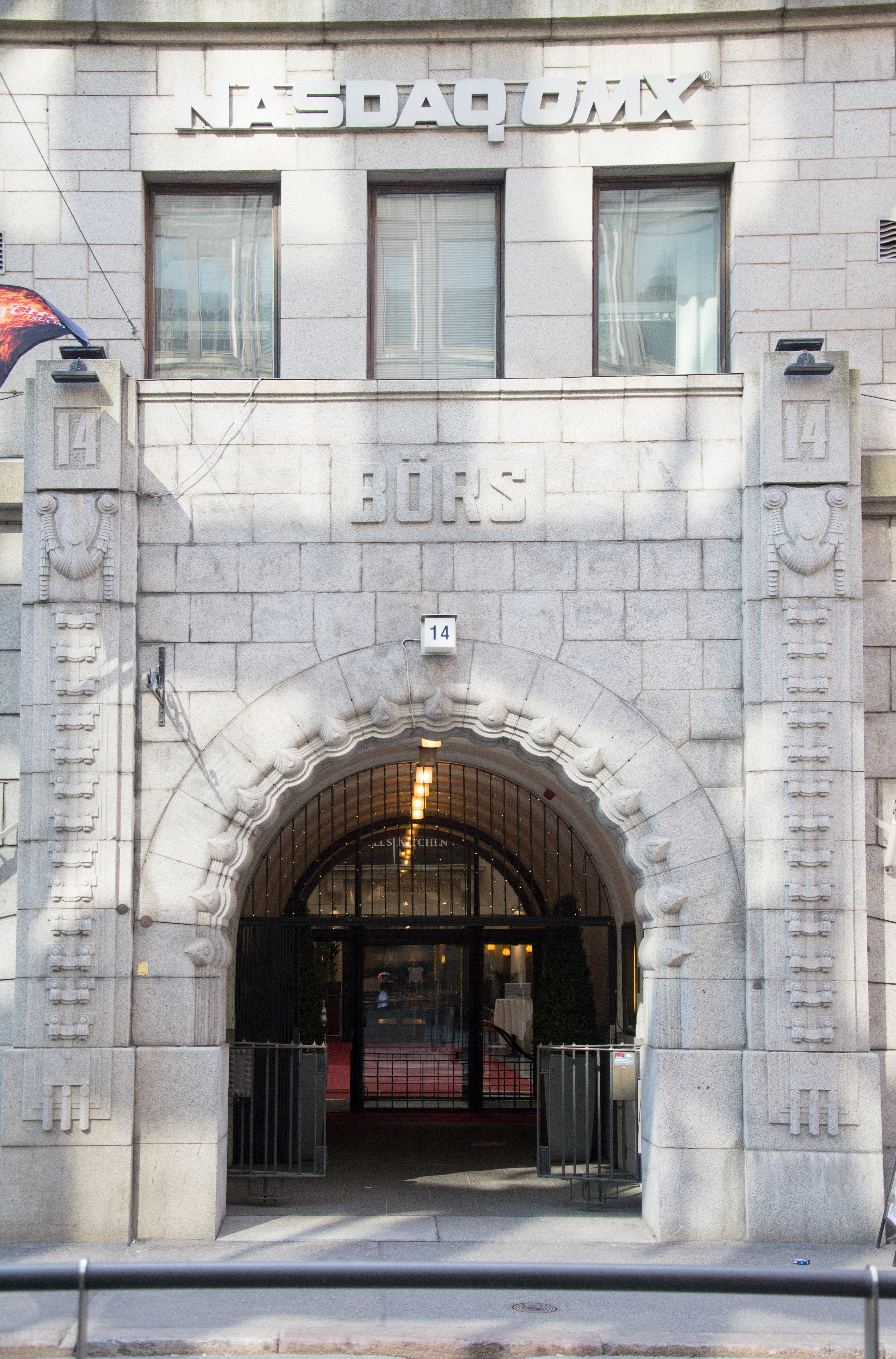
Effectenbeurs van Helsinki

De effectenbeurs van Helsinki is de effectenbeurs van Finland. Sinds 2003 is zij onderdeel van de Scandinavische OMX-beurzengroep, en sinds de overname door de NASDAQ in 2008 heet de beurs ook wel NASDAQ OMX Helsinki.

## Geschiedenis
De eerste transactie op de beurs geschiedde op 7 oktober 1912. Het was een publieke beurs tot 1984, toen de beurs werd omgevormd tot coöperatie in handen van financiële instellingen zoals banken en handelaren.
In 1990 werd er overgegaan op een elektronisch handelssysteem, waardoor partijen in het buitenland even snel toegang hadden tot de beurs als handelaren in de dealingroom in Finland. In 1997 en 1998 kocht de beurs de beide derivatenbeurzen van het land en hernoemde zichzelf tot HEX. Drie jaar later kocht de beurs meerderheidsbelangen in de effectenbeurzen van Riga en Tallinn. Op 3 september 2003 fuseerde de beurs met de Stockholmsbörsen en werd zij OM Hex genoemd. Later zou de naam van het bedrijf veranderen in OMX. In 2008 werd de OMX-combinatie overgenomen door de Amerikaanse schermenbeurs de NASDAQ.

## Index
De belangrijkste aandelenindex van de beurs is de OMX Helsinki 25, ook wel bekend onder de oude naam HEX25. De beurs wordt gedomineerd qua marktkapitalisatie door het concern Nokia.